# 戴园晨
戴园晨（1926年7月12日—），浙江海宁人、中华人民共和国经济学家，中国社会科学院经济研究所研究员，中国社会科学院荣誉学部委员。

## 生平
幼时就读于海宁袁花小学，毕业后考入浙江省立杭州初级中学，1942年，就读于江苏省立江苏学院政治系。1946年毕业后进入考试院铨叙部工作。后进入中华民国财政部。中华人民共和国成立后，分别在华东财政部税务管理局办公室、中央财政部税务总局办公室、财政部财政科学研究所任职。 文革结束后，调回财政部农业财务司。1980年考入中国社会科学院经济研究所政治经济学研究室，1991年任主任，历任副研究员、研究员。先后任所研究部教授、博士生导师、中国人民政治协商会议第八届全国委员会委员，1999年退休。2006年被评为中国社会科学院荣誉学部委员。

## 出版物
编撰了数十篇(本)学术论文和著作：
著作（包括合著）：《社会主义宏观经济学》、《不宽松的现实与宽松的实现》、《社会主义市场经济——宏观经济运行与调控》、《中国价格问题探索》、《并非自由的选择》、《价格工资螺旋的生成和演衍》等。
论文：《工资侵蚀利润》、《价格工资螺旋的形成和演衍》、《推进“分税制”的财政体制改革》、《加快发展和积累类型变化》、《税收课征强度和税收宏观调节》、《税收调节的传递过程及逆调节的出现》等。